# 46277 Jeffhall
46277 Jeffhall este un asteroid din centura principală de asteroizi.

## Descriere
46277 Jeffhall este un asteroid din centura principală de asteroizi. A fost descoperit pe 15 mai 2001 la Stația Anderson Mesa în cadrul programului LONEOS. Asteroidul prezintă o orbită caracterizată de o semiaxă mare de 3,23 ua, o excentricitate de 0,13 și o înclinație de 6,1° în raport cu ecliptica.